# Shaun O'Brien
Shaun O'Brien (Victòria, 31 de maig de 1969) va ser un ciclista australià. Es va especialitzar en la pista. Va participar en els Jocs Olímpics de Barcelona on va guanyar una medalla de plata en la prova de Persecució per equips.

## Palmarès
- 1992
  -  Medalla de plata als Jocs Olímpics de Barcelona en Persecució per equips (amb Stuart O'Grady, Brett Aitken i Stephen McGlede)